# Arai Naoto
Arai Naoto (sinh ngày 7 tháng 10 năm 1996) là một cầu thủ bóng đá người Nhật Bản.

## Sự nghiệp câu lạc bộ
Arai Naoto hiện đang chơi cho Albirex Niigata.